# Le spleen de Paris

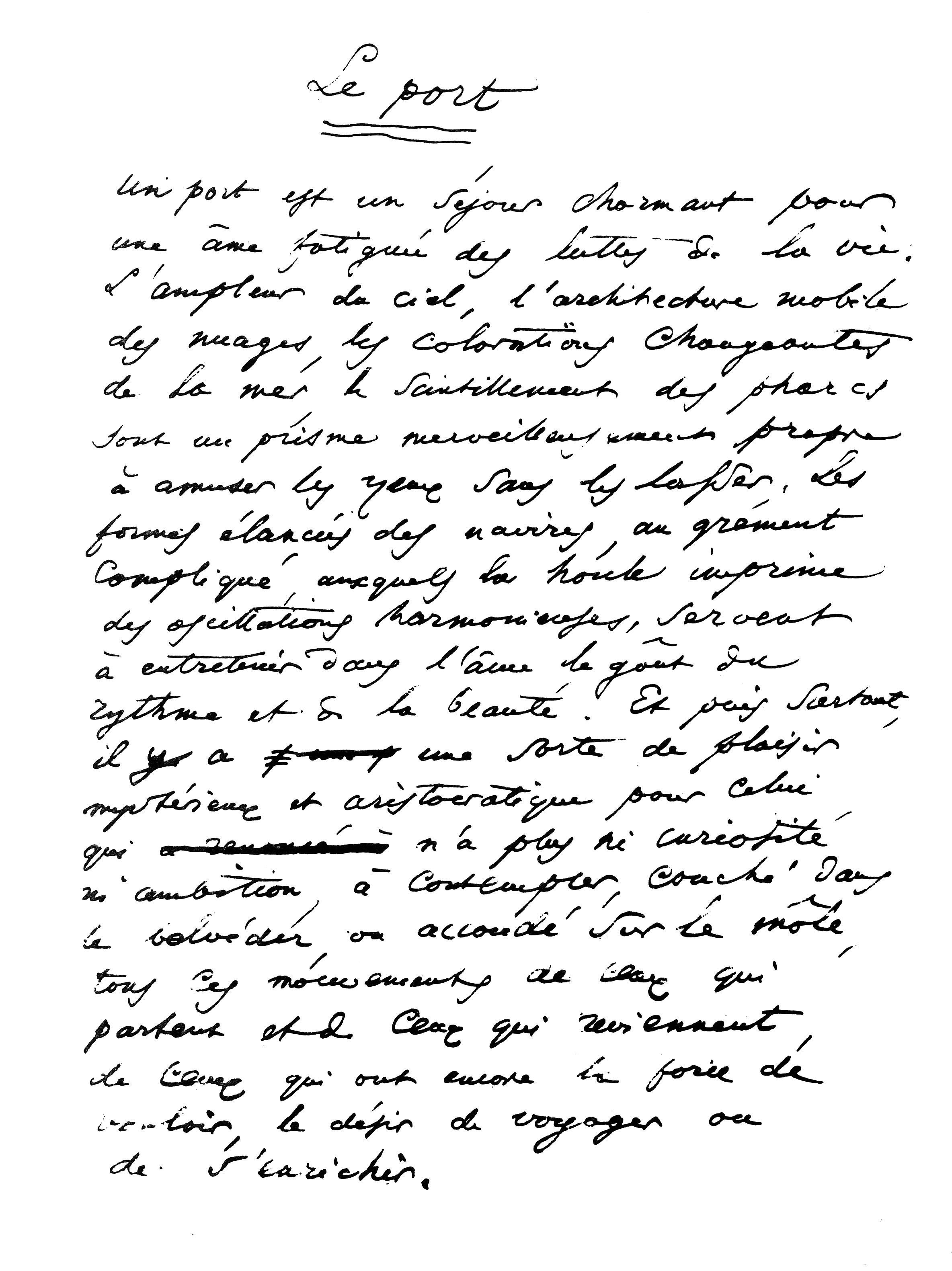
Manuskriptet till "Le port", en av dikterna i samlingen.

Le spleen de Paris, ibland även kallad Petits poèmes en prose, är en diktsamling av den franska poeten Charles Baudelaire. Samlingen, som består av ett femtiotal kortare prosadikter, gavs ut postumt 1869.
Diktsamlingen, som skildrar det moderna, urbana Paris, fick snabbt stor betydelse och bidrog till prosapoesins utveckling samt till den litterära modernismens framväxt.
Baudelaire fortsatte i diktsamlingen att utforska samma teman som han började utforska redan i Det ondas blommor, däribland staden och dess smuts och ojämlikhet, tiden och döden, samt frigörelsen man enligt diktaren kan nå genom sensuell tillfredsställelse (bland annat genom kvinnan och konsten).